# Laia Soler
Laia Soler Torrente (Lérida, 26 de marzo de 1991) es una escritora española de literatura juvenil y realismo mágico. Estudió periodismo en la Universidad Autónoma de Barcelona y se ha especializado en creación, corrección literaria y edición. En 2013 fue la ganadora de la primera edición del Premio Literario La Caixa/Plataforma 2013 gracias a su novela «Los días que nos separan». Desde entonces ha publicado varias obras tanto en castellano como en catalán.

## Biografía
Laia Soler, nacida en Lérida y residente en Barcelona, empezó a mostrar interés por la literatura a muy temprana edad. Comenzó a leer y escribir siendo muy joven, lo que le llevaría tiempo después a crear el blog literario Alas de papel (cerrado actualmente) donde reseñaba sus lecturas y compartía su opinión con otros lectores bajo el pseudónimo de Selene, mientras continuaba escribiendo sus propias historias. Aunque empezó a escribir a los 8 años, terminó su primera novela con 17 años y escribió otras tres historias más antes de tener la oportunidad de publicar con una editorial.
Consiguió su primer reconocimiento como escritora en 2009, cuando consiguió formar parte de la lista de honor del Premio Jordi Sierra i Fabra con su novela Inmortal. Sin embargo, fue en 2013 cuando publicó Los días que nos separan, su primera obra, con la editorial Plataforma Neo tras ganar la primera edición del Premio Literario "la caixa"/PLATAFORMA. Ese mismo año, la novela se tradujo al catalán dentro del mismo sello editorial bajo el título Els dies que ens separen. Desde entonces, ha compaginado su trayectoria como escritora con trabajos de redacción en diversos medios como La Vanguardia, Catalunya Gastronòmica o la revista digital Off the record.
En 2015 publicó su segunda novela con Plataforma Neo, titulada Heima es hogar en islandés, y en 2016 la editorial Puck publicó Nosotros después de las doce, novela con la que iniciaría la Saga Valiria, a la que también pertenece su última novela, Tú y yo después del invierno (2018). Sus novelas han recibido críticas muy positivas tanto por parte de blogs literarios amateur como por parte de medios especializados.

## Obras publicadas
- Los días que nos separan (Plataforma Neo, 2013) ISBN 978-8415750239
- Heima es hogar en islandés (Plataforma Neo, 2015) ISBN 978-8416256426
- Saga Valira: Nosotros después de las doce (Puck, 2016) ISBN 978-8496886575
- Saga Valira: Tú y yo después del invierno (Puck, 2018) ISBN 978-8496886742